# Бэк-спин

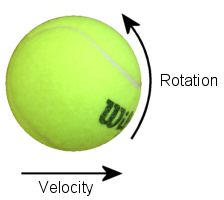
Силы прилагаемые к мячику при бэк-спине (вращение противоположно направлению движения)

бэк-спин получается при активном движении ракетки вниз при ударе по шарику, если движение вниз совместить с боковым, бэк-спин станет дополнительно «кручёным»

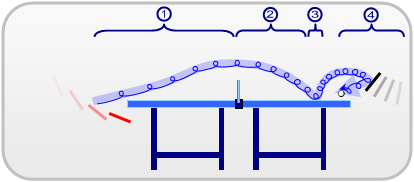
бэк-спин в настольном теннисе, вращение мяча визуализирует траекторию при отскоке

Бэк-спин (англ. Backspin) — удар, противоположный топ-спину по направлению вращения. При бэк-спине мяч вращается назад, в сторону обратную движению, полученную после удара. Это вращение создаёт мячу подъёмную силу, основанную на эффекте Магнуса. Один из базовых ударов, по тактическим характеристикам, в теннисе. В то время как после обычного удара без вращения мячик отскакивает вперед и вверх, удары с обратным вращением (собственно, бэк-спином) приложенным к мячу, создают отскок вверх с потерей движения вперед.

## Характеристики

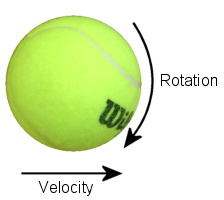
Топ-спин — удар обратный бэк-спину по направлению вращения мяча (вращение совпадает с направлением движения)

В теннисе более высокий отскок, создаваемый обратным вращением, может заставить принимающего ошибиться и даже промахнуться при приёме мяча, так как траектория отскока получает дополнительную непредсказуемость. Удар с обратным вращением мяча очень полезен для защитных ударов, поскольку при бэк-спине принимающему игроку требуется больше времени для обработки мяча, что дает защищающемуся больше времени, чтобы вернуться на позицию. Кроме того, поскольку мячи с обратным вращением теряют скорость и отскакивают не так, как мяч без вращения, когда достигают противоположной площадки, принимающему труднее контратаковать.
Бэк-спин широко распространён в настольном теннисе. Обработка бэк-спина (разновидности «подрезки», в терминологии настольного тенниса) на приёме имеет свои сложности потому что нужно дождаться, пока мяч отскочит, прежде чем ударить по нему, чтобы контролировать его положение в точке отскока. В настольном теннисе бэк-спин обычно применяется как защитный удар. Технически исполняется по возможности с приданием мячу дополнительного нижнего вращения. Часто используется теннисистами на приеме и контратаке ударов соперников при уходящих за пределы стола мячах.
Обратное вращение также помогает контролировать расстояние полёта, и, если есть достаточное обратное вращение, мяч приземляясь в пределах игровой зоны, будет отскакивать назад «урезаясь» в направлении, противоположном тому, в каком направлении летел мяч, принося принимающей стороне дополнительные трудности.
В гольфе правильно нанесенный бэк-спин приводит к сильному обратному вращению, которое уносит мяч выше и дальше.